# Distretto di Sierre
Il distretto di Sierre (in tedesco Siders) è un distretto del Canton Vallese, in Svizzera. Confina con i distretti di Leuk a est, di Visp a sud-est, di Hérens e di Sion a ovest e con il Canton Berna (distretto di Obersimmental) a nord. Il capoluogo è Sierre.

## Comuni
Amministrativamente è diviso in 10 comuni:
- Anniviers
- Chalais
- Chippis
- Crans-Montana
- Grône
- Icogne
- Lens
- Noble-Contrée
- Saint-Léonard
- Sierre

### Divisioni
- 1821: Luc → Chandolin, Luc (dal 1904 Saint-Luc)
- 1824: Grimentz → Ayer, Grimentz
- 1839: Sierre → Miège, Mollens, Randogne, Sierre
- 1904: Ayer, Grimentz → Ayer, Grimentz, Vissoie
- 1905: Lens → Chermignon, Icogne, Lens, Montana

### Fusioni
- 1811: Ayer, Grimentz → Grimentz
- 1972: Granges, Sierre → Sierre
- 2009: Ayer, Chandolin, Grimentz, Saint-Jean, Saint-Luc, Vissoie → Anniviers
- 2017: Chermignon, Mollens, Montana, Randogne → Crans-Montana
- 2021: Miège, Venthône und Veyras → Noble-Contrée